# アルフレッド・ゴミス
アルフレッド・バンジャマン・ゴミス（Alfred Benjamin Gomis, 1993年9月5日 - ）は、セネガル・ジガンショール出身の同国代表サッカー選手。セリエB・パレルモFC所属。ポジションはゴールキーパー。
同じくGKのリス・ゴミスは兄、モーリス・ゴミスは弟である。

## 経歴

### クラブ
トリノFCの下部組織出身。レンタル生活を繰り返し、2017年7月8日にS.P.A.L.へ買い取り義務付きレンタルで移籍。8月20日に行われたSSラツィオ戦でセリエAデビューを果たした。
最終的にリーグ戦26試合でゴールマウスを守り、クラブのセリエA残留に貢献。シーズン終了後に買い取りオプションが行使され完全移籍となった。
2019年8月20日、リーグ・アンのディジョンFCOへ4年契約で移籍した。
2020年9月29日、スタッド・レンヌと5年契約を結んだ。エドゥアール・メンディの後釜と期待され、移籍初シーズンは正守護神として活躍した。しかし、2021-22シーズンは精彩を欠き、ドアン・アレムダルにポジションを譲った。
2023年1月27日、セリエBに所属していたコモ1907へ2022-23シーズン終了までレンタル移籍することが決定した。
2023年9月2日、FCロリアンへ2023-24シーズン終了までレンタル移籍することが発表された。
2024年7月6日、パレルモFCに移籍した。

### 代表
2017年11月にセネガル代表に初招集され、11月14日に行われた2018W杯・アフリカ予選の南アフリカ戦で代表デビュー。

## プレースタイル
PKストッパーとして知られており、2016年10月にSky Sportsが行ったPK阻止率ランキングでは45.83％を記録し2位にランクインした。

## 代表歴

### 出場大会
- セネガル代表
  - 2018 FIFAワールドカップ
  - 2022 FIFAワールドカップ

### 試合数
- 国際Aマッチ 16試合 0得点（2017年-2023年）[9]

| セネガル代表 | 国際Aマッチ | 国際Aマッチ |
| 年           | 出場        | 得点        |
| ------------ | ----------- | ----------- |
| 2017         | 1           | 0           |
| 2018         | 3           | 0           |
| 2019         | 7           | 0           |
| 2020         | 0           | 0           |
| 2021         | 2           | 0           |
| 2022         | 1           | 0           |
| 2023         | 2           | 0           |
| 通算         | 16          | 0           |

## タイトル
セネガル代表
- アフリカネイションズカップ : 2021